# Borden Classic maggio 1979
Il Borden Classic del maggio 1979 è stato un torneo di tennis giocato sul cemento indoor. È stata la 6ª edizione del torneo, che fa parte dei Tornei di tennis femminili indipendenti nel 1979. Si è giocato a Tokyo e Kōbe in Giappone, dal 15 al 20 maggio 1979.

## Campionesse

### Singolare
Martina Navrátilová ha battuto in finale  Tracy Austin con il punteggio di 6–3, 6–4

### Doppio
Rosie Casals /  Martina Navrátilová hanno battuto in finale  Tracy Austin /  Laura duPont con il punteggio di 6–4, 3–6, 6–3